# Tetraleurodes banksiae
Tetraleurodes banksiae és un hemípter del gènere Tetraleurodes de la família dels Aleiròdids.
L'espècie va ser descrita científicament per primera vegada per Martin el 1999.